# Ethmostigmus pygomegas
Ethmostigmus pygomegas är en mångfotingart som först beskrevs av Kohlrausch 1878.  Ethmostigmus pygomegas ingår i släktet Ethmostigmus och familjen Scolopendridae. Inga underarter finns listade i Catalogue of Life.